# Zalipie (Olesno)
Zalipie ist eine Ortschaft mit einem Schulzenamt der Gemeinde Olesno im Powiat Dąbrowski der Woiwodschaft Kleinpolen in Polen.
Das Dorf ist in Polen für volkstümliche Ornamentik der Häuser bekannt.
Die malerische Tradition begann im späten 19. Jahrhundert, als das Dorf im Bezirk Dąbrowa im Königreich Galizien und Lodomerien des habsburgischen Kaiserreichs lag, und wurde zunächst von Władysław Hickel in einem Artikel im Jahr 1905 beschrieben und unter Volkskundlern bekannt gemacht. Die Sitte verbreitete sich auch in benachbarten Dörfern wie Borusowa und Podlipie. Das Phänomen wurde u. a. von Roman Reinfuss erforscht. Der Bauernhof von Felicja Curylowa wurde zum örtlichen Freilichtmuseum.
Die Häuser befinden sich an der Kleinpolnischen Straße der Holzarchitektur

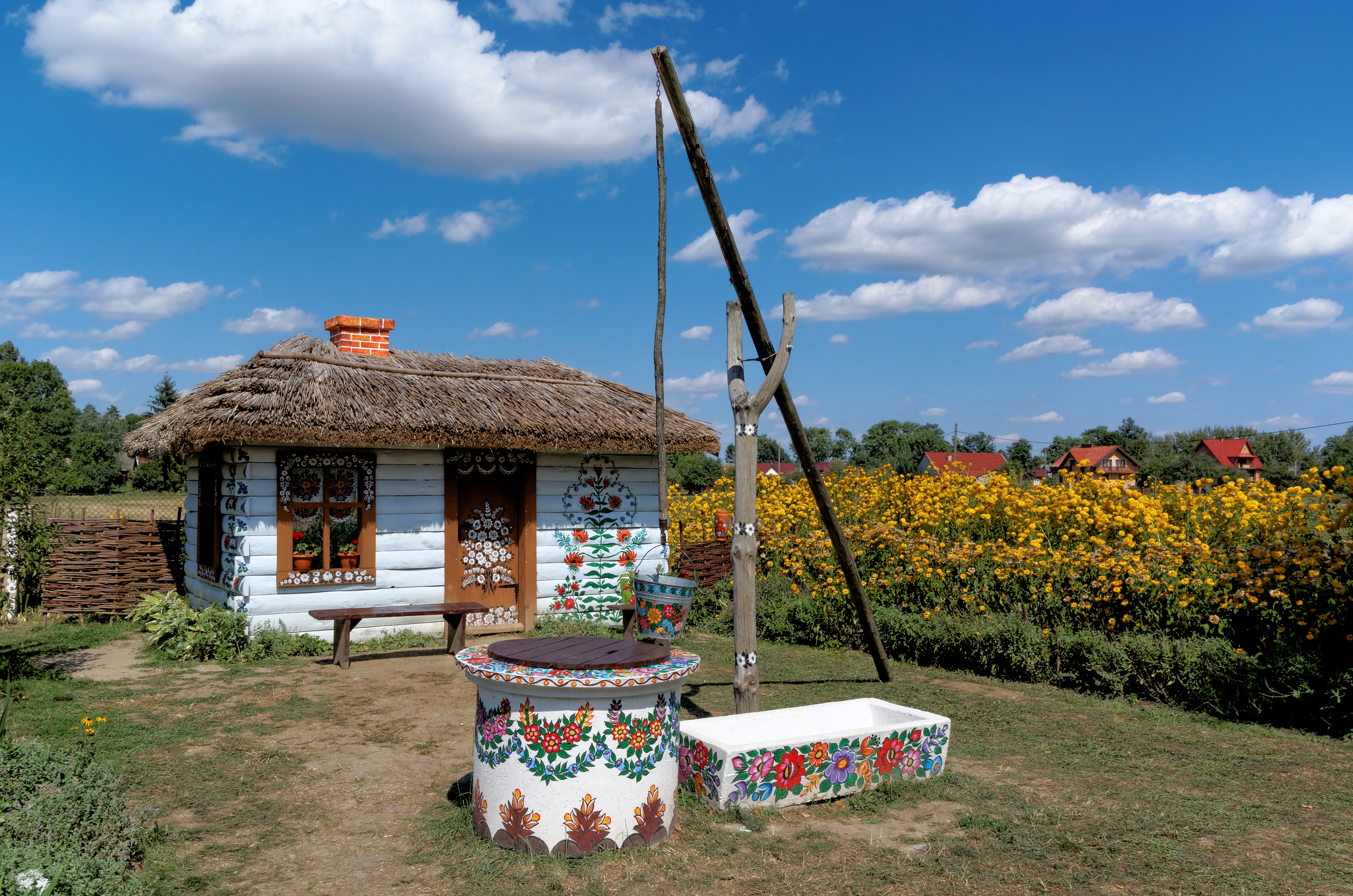
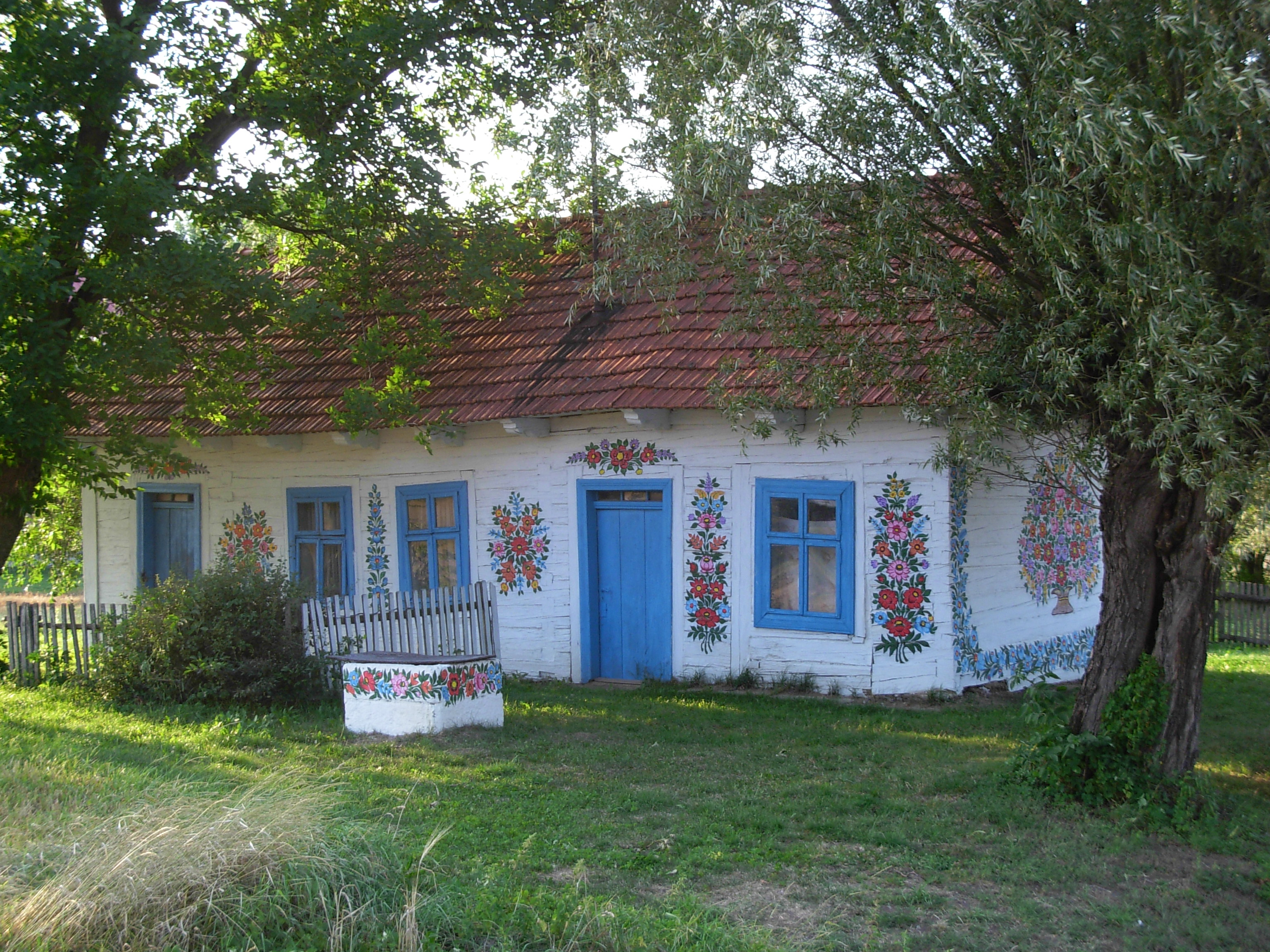
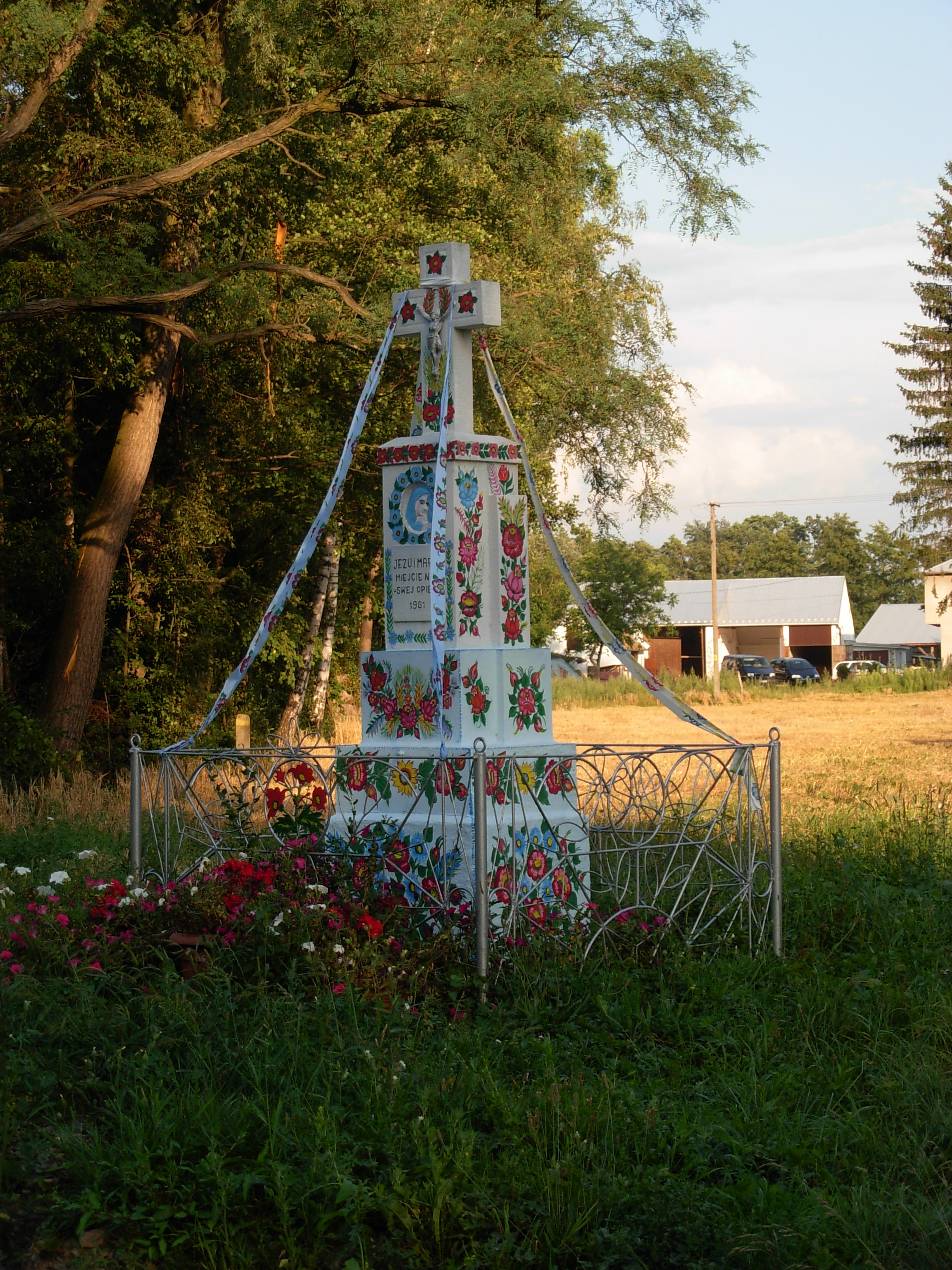
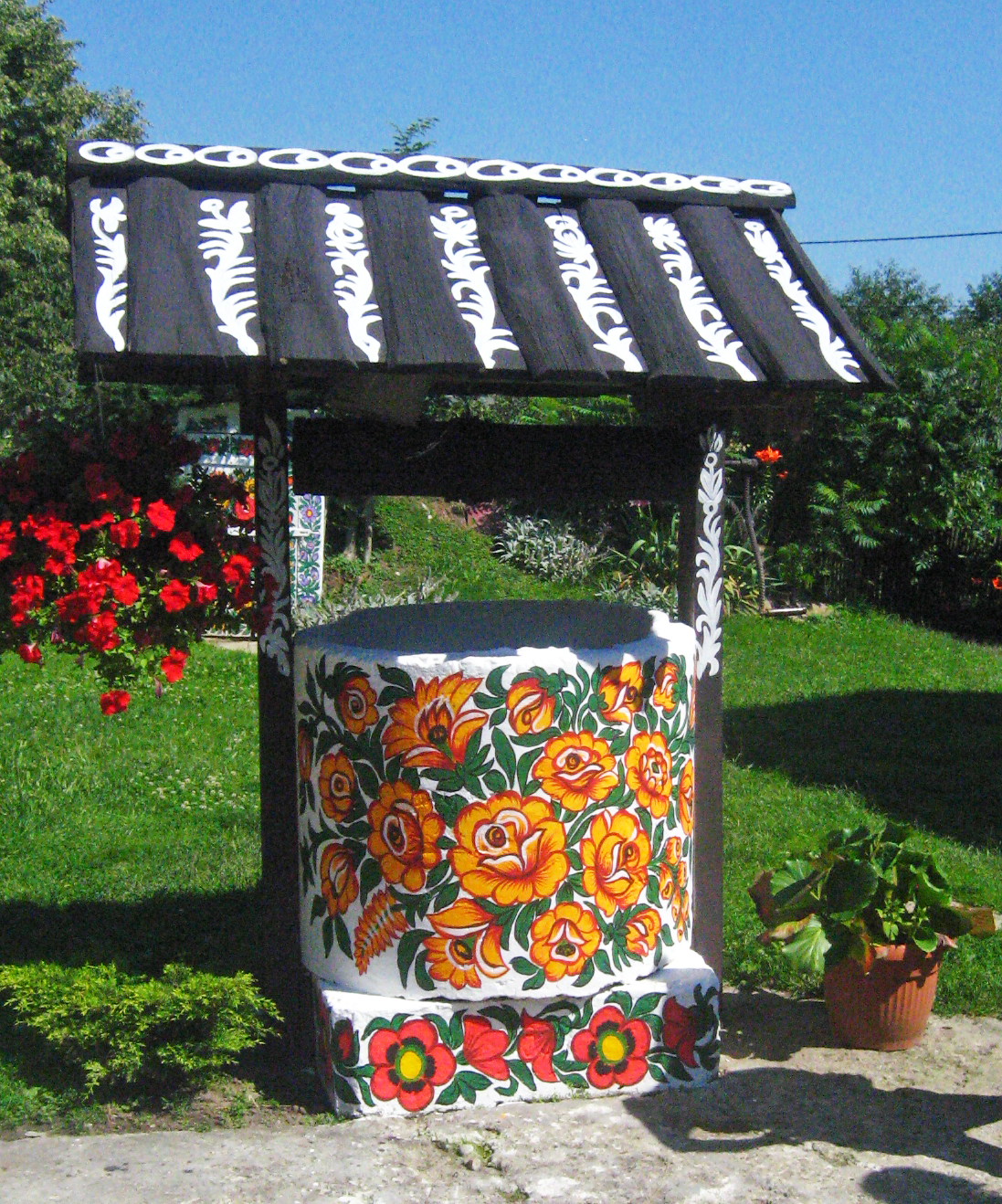
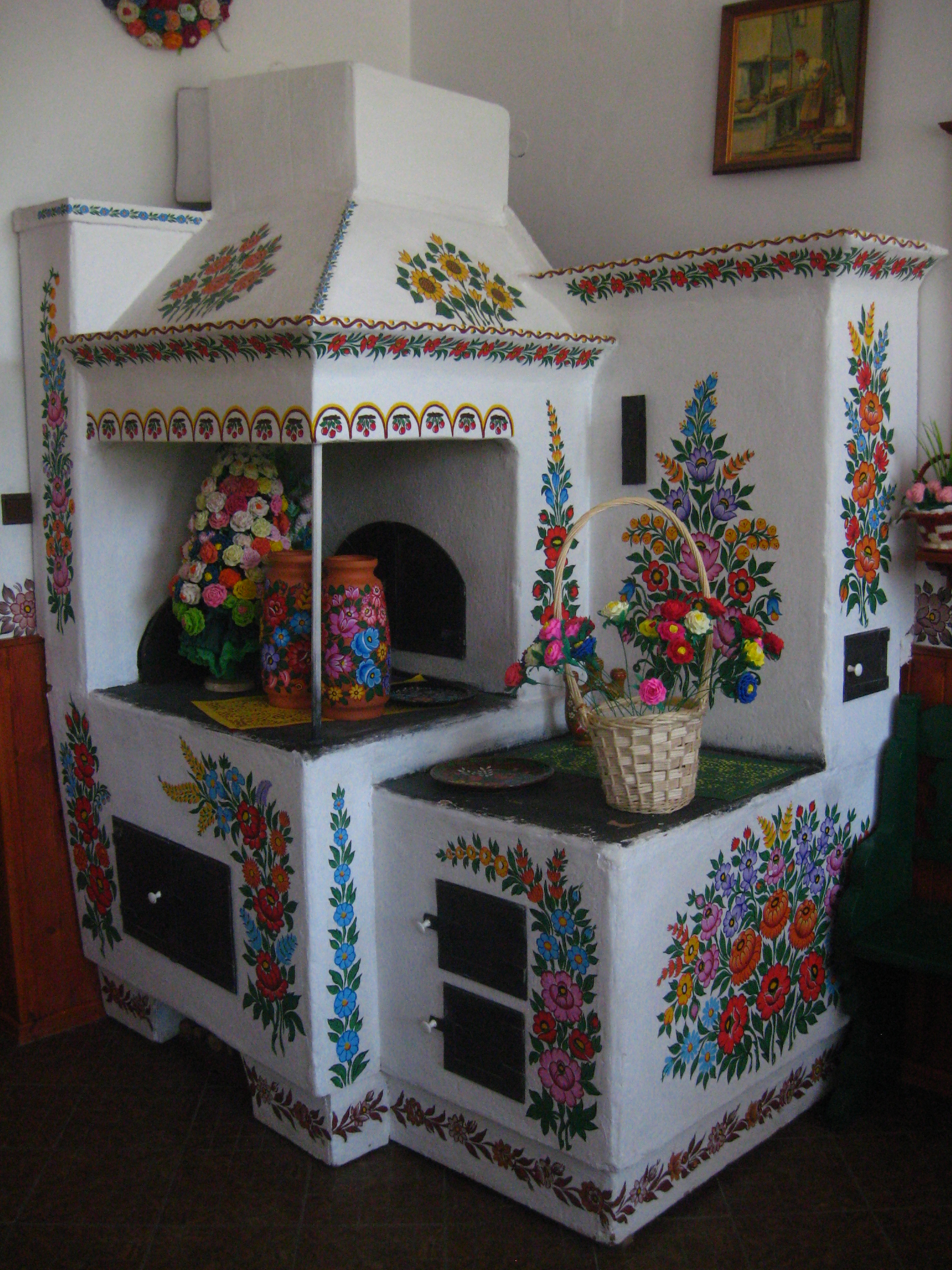
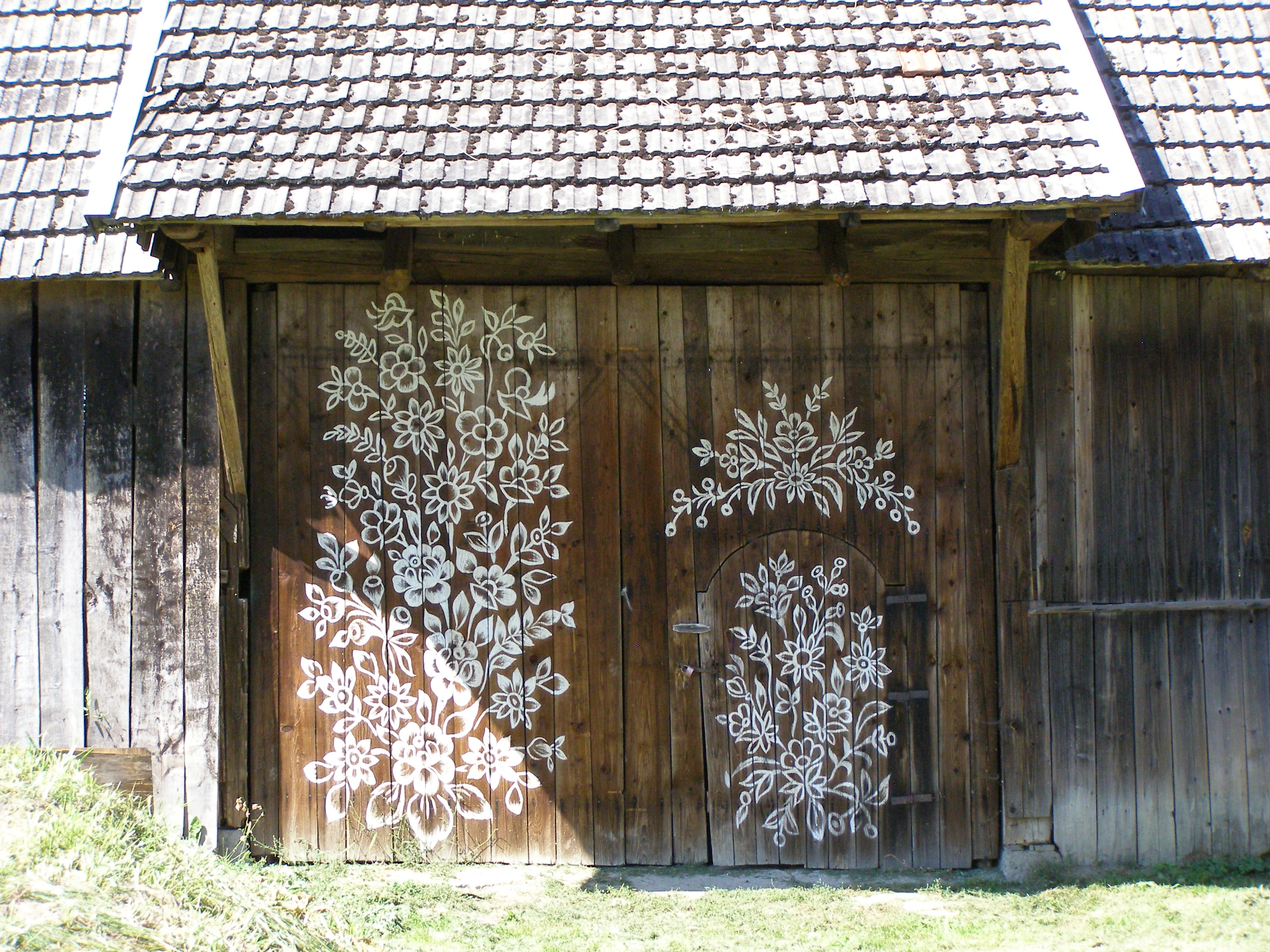